# Facultad de Ciencias (Universidad Nacional de Colombia - Sede Medellín)
La Facultad de Ciencias es una institución dedicada fundamentalmente a la enseñanza de las Ciencias Básicas, Naturales y Exactas, siendo una de las más prestigiosas de Colombia. La Facultad pertenece a la Universidad Nacional de Colombia y junto con otras cuatro facultades, que son las de Arquitectura, Ciencias Agropecuarias, Ciencias Humanas y Económicas y de Minas, constituye la sede Medellín de dicha Universidad.

## Historia
El desarrollo y madurez de las antiguas escuelas de Agronomía, Arquitectura y Minas y el resultado final de un proyecto que presentaron las directivas de la Sede, luego de una consulta amplia a la comunidad universitaria, en la que se destacaron los avances científicos y tecnológicos, y los problemas económicos y de carácter social. Como resultado de este análisis se señaló la necesidad de que la Sede suministrara una sólida formación en Ciencias Básicas, Naturales y Exactas y en Ciencias Humanas y Económicas.
El 23 de octubre de 1975 mediante el Acuerdo número 80, el Consejo Superior Universitario estableció para la Sede Medellín una nueva estructura académica con el fin de dotarla de las unidades propias de un centro universitario completo, para ello, se crearon las Facultades de Ciencias y Ciencias Humanas y Económicas.

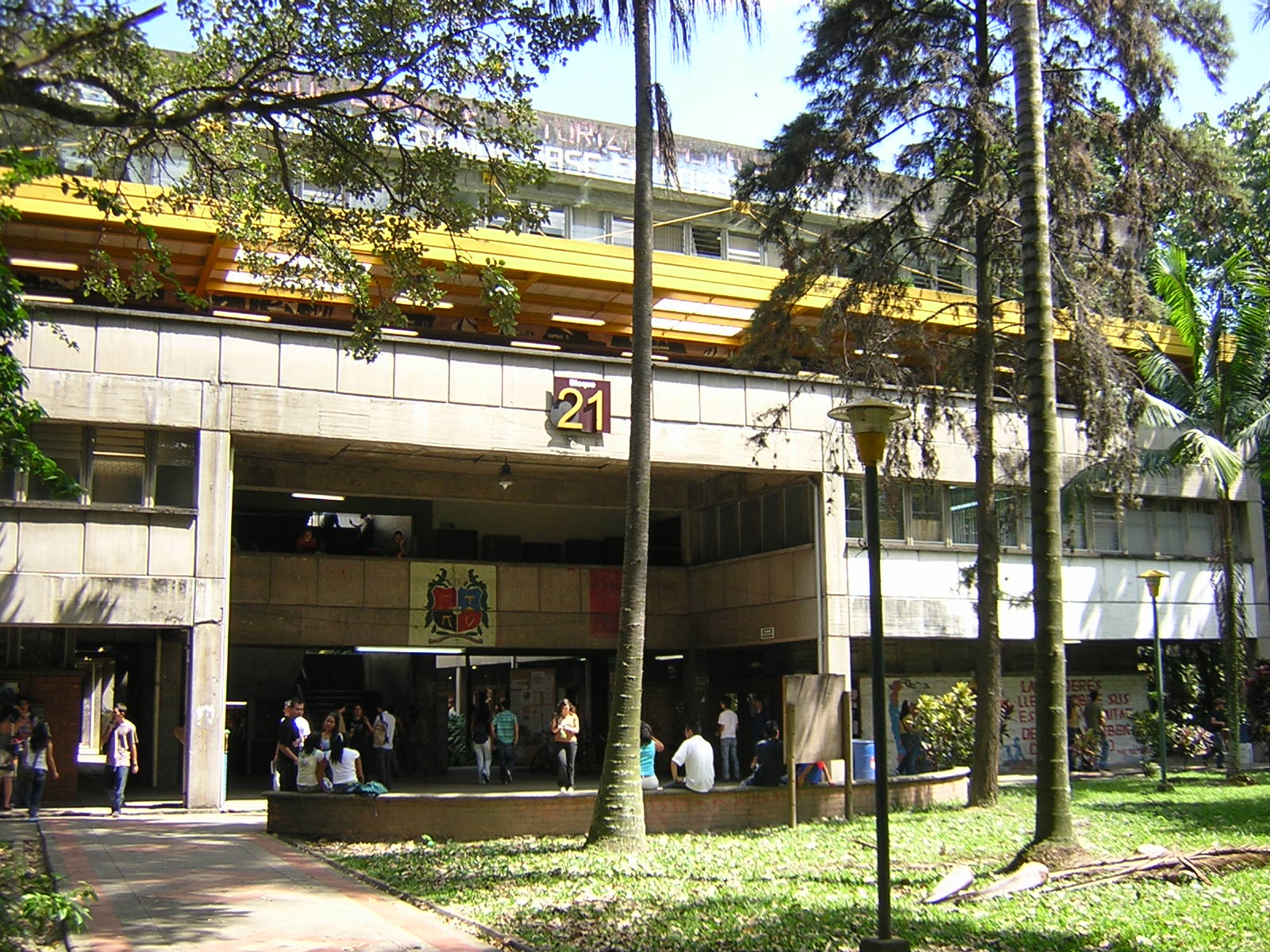
Bloque 21, Campus Central, Universidad Nacional de Colombia sede Medellín.

La Facultad de Ciencias estuvo integrada inicialmente por los Departamentos de Matemáticas, Física, Química, Biología y Ciencias de la Tierra. Posteriormente, en 1983, se fundó el Instituto de Ciencias Naturales y Ecología -ICNE-, con el fin de impulsar el trabajo interdisciplinario. En la actualidad la facultad comprende 6 escuelas.
La Facultad de Ciencias comenzó a desarrollar su estructura curricular con los programas de pregrado y posgrado de Matemáticas, los cuales pertenecían anteriormente a la Facultad de Minas.
La Carrera de Matemáticas fue creada en marzo de 1969, como respuesta a la demanda de los docentes de Matemáticas que en ese entonces prestaban sus servicios a los programas de Ingeniería. Ya en 1967 se había fundado el Posgrado en Matemáticas, como una Especialización en Matemáticas Aplicadas para Ingeniería.
Una de las tareas primordiales de la Facultad en los últimos veinte años ha sido el fortalecimiento y ampliación del Posgrado de Matemáticas y la creación de nuevos postgrados.
Actualmente las áreas de Análisis, Estadística, Entomología, Genética, Biotecnología, Biofísica, Fisicoquímica, Óptica Técnica, Geomorfología y Suelos, entre otras, cuentan con una planta docente y de investigadores altamente calificada, a nivel de Maestría y Doctorado quienes mantienen vínculos activos con pares académicos de la comunidad nacional e internacional.
Alrededor de este grupo de docentes e investigadores se han formado grupos de trabajo e investigación cuya producción abarca la elaboración de monografías de especialización, tesis de maestría y publicaciones en revistas de circulación nacional e internacional, la participación en congresos y la realización de eventos especializados.
En la actualidad la Facultad de Ciencias sigue con el interés de fundar nuevas carreras, cuyos currículos estarán orientados a tratar temas de primerísima actualidad: la conservación y el uso racional del medio ambiente, la aplicación de la informática y la estadística en diferentes disciplinas, el estudio y desarrollo de procesos de alta tecnología, etc.

## Escuelas y programas
Para la administración de la docencia, el fomento de la investigación y el desarrollo de programas de extensión a la comunidad universitaria, la Universidad Nacional de Colombia ha organizado las Áreas del Conocimiento en Escuelas o Departamentos como es el caso de otras facultades. La Facultad de Ciencias cuenta con 6 escuelas las cueles ofrecen cinco programas de pregrado en modalidad profesional y 16 programas de posgrado en las modalidades de especialización, maestría y doctorado.
Escuelas
- Biociencias
- Estadística
- Física
- Geociencias
- Matemáticas
- Química

### Programas

#### Pregrado
- Pregrado en Matemáticas

- Pregrado en Estadística
- Pregrado en Ingeniería Biológica
- Pregrado en Ingeniería Física

- Pregrado en Ciencias de la Computación

##### Posgrado
- Especialización en Biotecnología
- Especialización en Estadística

- Maestría en Ciencias - Estadística
- Maestría en Ciencias - Física
- Maestría en Ciencias - Química
- Maestría en Ciencias - Matemáticas
- Maestría en Ciencias - Entomología
- Maestría en Ciencias - Biotecnología
- Maestría en Ciencias - Geomorfología y Suelos
- Maestría en Ciencias Matemática Aplicada
- Maestría en Enseñanza de las Ciencias Exactas y Naturales
- Maestría en Ingeniería Física

- Doctorado en Ciencias - Física
- Doctorado en Ciencias - Matemáticas
- Doctorado en Ciencias - Estadística
- Doctorado en Biotecnología

## Dirección
La dirección de la Facultad le corresponde al Consejo Directivo y al Decano. Colaboradores inmediatos del Decano son el Vicedecano, el Secretario y el Asistente Administrativo. A nivel de sede de la Universidad Nacional en Medellín, la administración está presidida por el Vicerrector y el Consejo de Decanos. A escala nacional, las más altas autoridades son el Rector, el Consejo Superior Universitario y el Consejo Académico, constituido este último por los decanos de las cuatro sedes de la Universidad, que son las de Bogotá, Medellín, Manizales y Palmira y los de las tres sedes de presencia nacional que son las de Amazonía, Orinoquía y Caribe.

## Sitios de interés
- Museo Entomológico. Creado en el año 1937 por el profesor Francisco Luís Gallego Montaño. Hoy el museo cuenta con 300.000 ejemplares de insectos representativos del Departamento de Antioquia.

- Museo de Micología. Fundado en febrero de 1987. Sus colecciones abarcan más de 2000 ejemplares. Presta el servicio de visitas guiadas, conferencias sobre el mundo de los hongos e identificación de hongos fitoparasitarios.

- Herbario. Es uno de los más importantes de Colombia debido a su amplia trayectoria y sus colecciones históricas, presta servicios tanto a especialistas como a grupos interesados en la elaboración de un herbario o en una primera aproximación al conocimiento de las plantas.

- Apiario. Ubicado en el cerro el volador, desarrolla las investigaciones que permitan el manejo adecuado de la abeja africanizada y el desarrollo de la apicultura colombiana.